# Maryla Karwowska

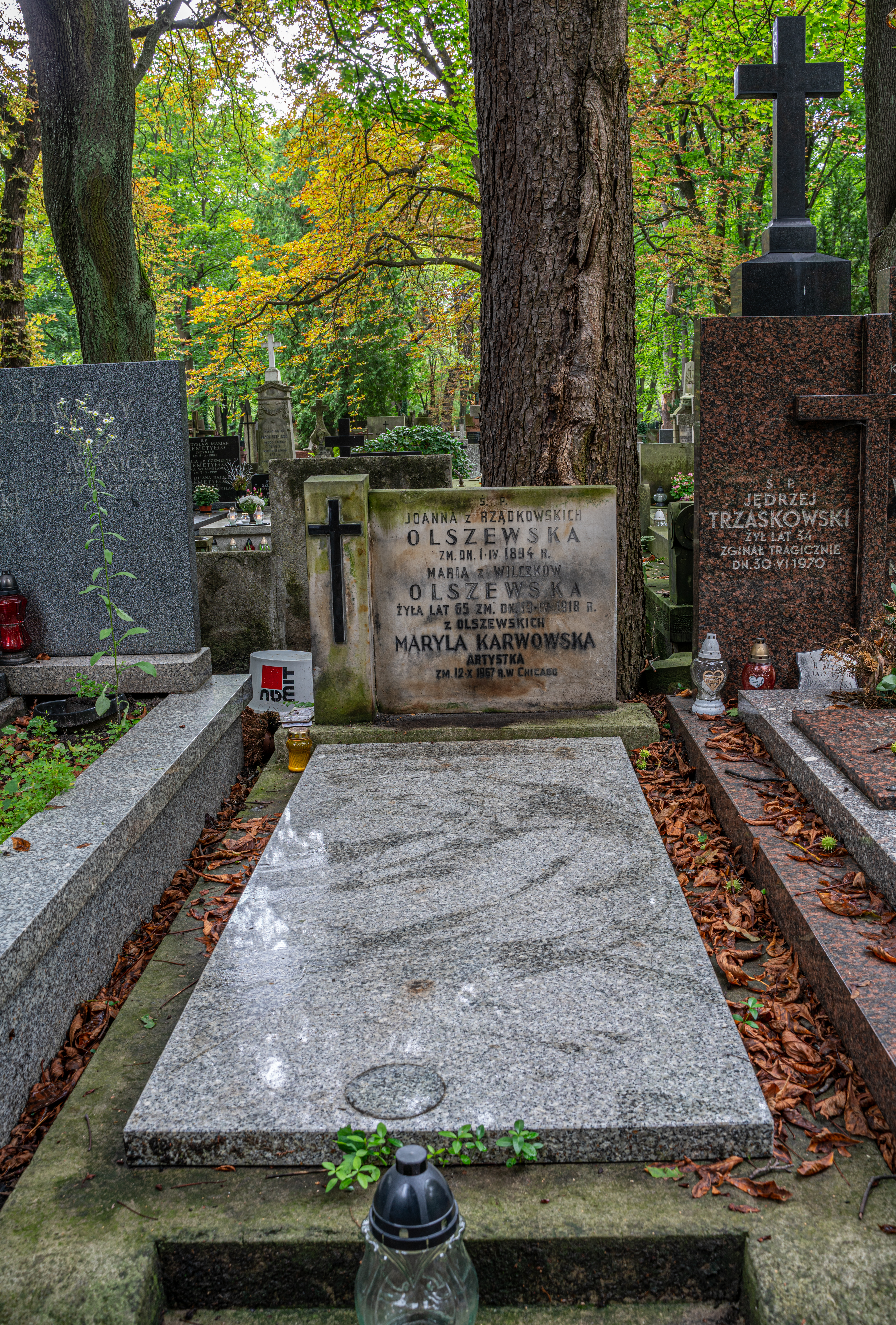
Grób Maryli Karwowskiej na cmentarzu Powązkowskim

Maryla Karwowska, właściwie Maria Popławska de domo Olszewska (ur. 6 grudnia 1903 w Warszawie, zm. 12 października 1967 w Chicago) – polska śpiewaczka (sopran), żona tenora Janusza Popławskiego.

## Życiorys
Jej nauczycielem śpiewu był Wacław Brzeziński. Debiutowała w 1924 na scenie Opery Warszawskiej w inscenizacji Zmarłych oczu Eugena d’Alberta, w którym występowała do 1939, biorąc udział w realizacji ponad 40 partii. Podczas II wojny światowej sporadycznie występowała z mężem w przedstawieniach operetkowych (Ptaszniku z Tyrolu Karla Zellera i Krainie uśmiechu Franza Lehára). Występowała w jawnym Teatrze Miasta Warszawy w operetce "Błękitna Maska". W 1946 powróciła do opery rolą Rozyny w Cyruliku sewilskim Gioacchina Rossinego. W tym czasie brała również udział w koncertach estradowych oraz przedstawieniach w warszawskich i krakowskich teatrach operetkowych. Następnie przez krótki czas współpracowała z teatrami dramatycznymi w Szczecinie. Do Warszawy powróciła w 1954; rok później związała się z Teatrem Nowym. Do 1966 występowała również w przedstawieniach operetkowych.
Spoczywa na cmentarzu Powązkowskim w Warszawie (kwatera 209-5-7).